# جنگ سنت سابا
جنگ سنت سابا (انگلیسی: War of Saint Sabas)، بخشی از جنگ‌های ونیزی-جنوایی است که در فاصله زمانی ۱۲۵۶ تا ۱۲۷۰ میان جمهوری جنوا و جمهوری ونیز در شام بر سر گسترش حوزه نفوذ خود در عکا و صور رخ داد که در نهایت با وجود برتری نخستین جمهوری جنوا، جمهوری ونیز  به همراه متحدانش پیروز شدند و معاهده صلح کرمونا میان طرفین امضا شد.